# Altıntaş (Midyat)
Ne pas confondre avec Altıntaş, ville et district de la province de Kütahya en Turquie.
 (mai 2019).
Altıntaş (en syriaque classique : ܟܝܦܝܪܙܝ, Keferze, Kefr Zek, Kefr Zeh, ou Kfarze ; en kurde : Kevirzê) est un village situé dans le district de Midyat et la province de Mardin, en Turquie. Il se trouve dans la région historique de Tur Abdin et est principalement peuplé de Kurdes et de syriaques.

## Toponymie
Le nom du village est formé de deux mots turcs : altın (« or ») et taş (« pierre »). Il signifie ainsi « pierre d'or ».

## Histoire
L'église Mor Izozoel de Keferze est probablement construite au VIIe siècle, vers 750.
Le village est mentionné pour la première fois en 935. Il est pillé par les Yézidis et les Kurdes vers 1413. En 1855, beaucoup de chrétiens de Keferze périssent dans l'attaque du village par le prince Asdin Schin Buqtoyo.
L'écrivain et archéologue britannique Gertrude Bell visite le village vers 1900.
En 1914, Keferze est peuplé d'environ 160 familles syriaques orthodoxes et 70 familles musulmanes. Durant le génocide assyrien, la plupart des habitants chrétiens du village sont expulsés ou tués.
La voûte de la nef de l'église Mor Izozoel s'effondre pendant la Première Guerre mondiale ou peu après, et est restaurée en 1936.
Les Kurdes de Keferze appartiennent à la tribu Dermemikan, dont le village est le siège. Le poète kurde Şivan Perwer est le descendant d'une famille musulmane de Keferze.
En 2005, le village compte 12 familles syriaques orthodoxes et entre 35 et 40 familles kurdes. La population chrétienne du village parle le dialecte turoyo.

## Églises et monastères du village
- Mor Izozoel ou Mor Azazael
- Mor Eliyo
- Mor Yuhannun
- Mor Gewargis
- Mor Musche
- Dayro Daslibo
- Yoldath Aloho (Mère de Dieu)
- Februnia Qadischto
- Mor Abrohom

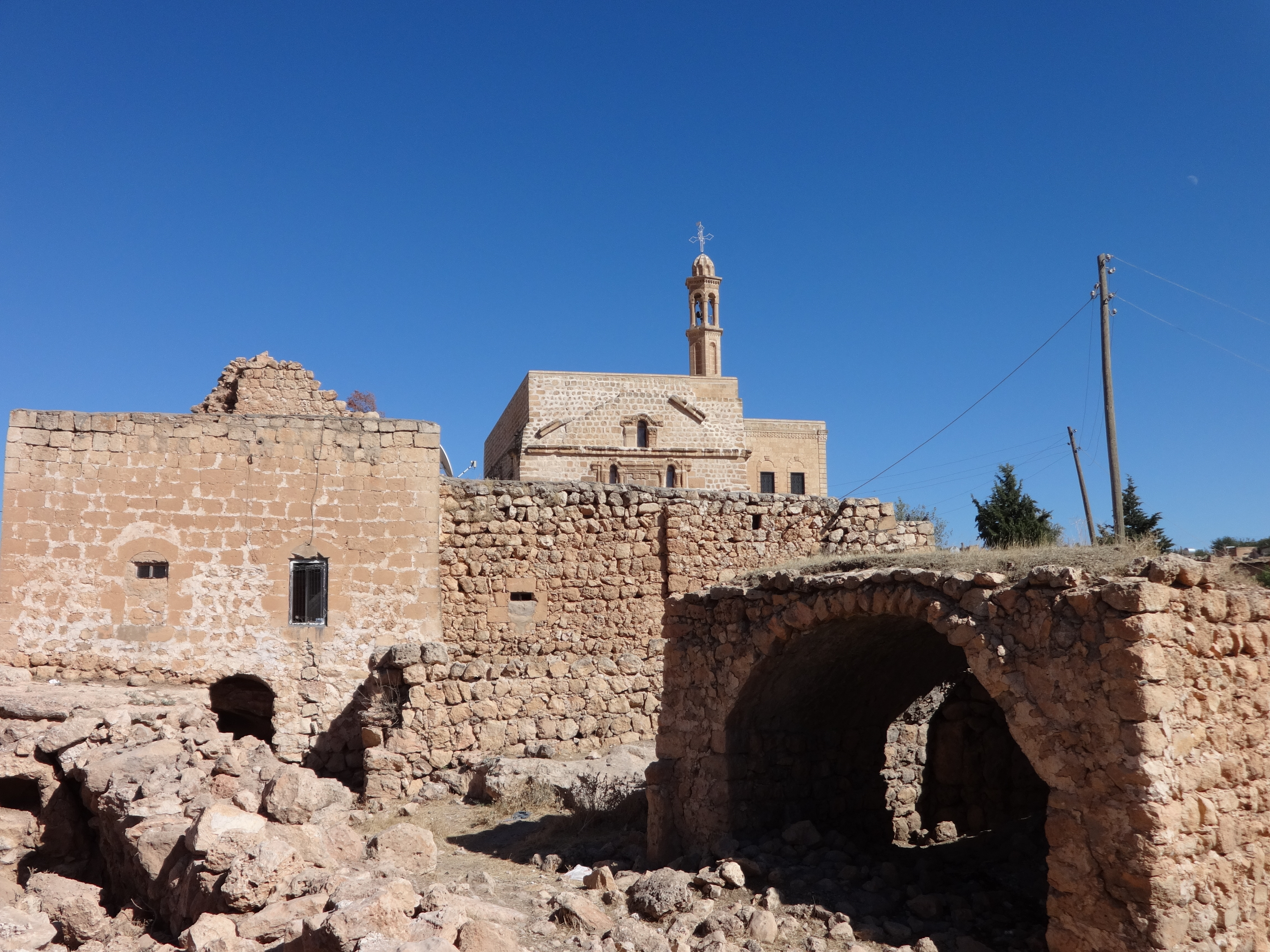
Vue sur l'église principale du village
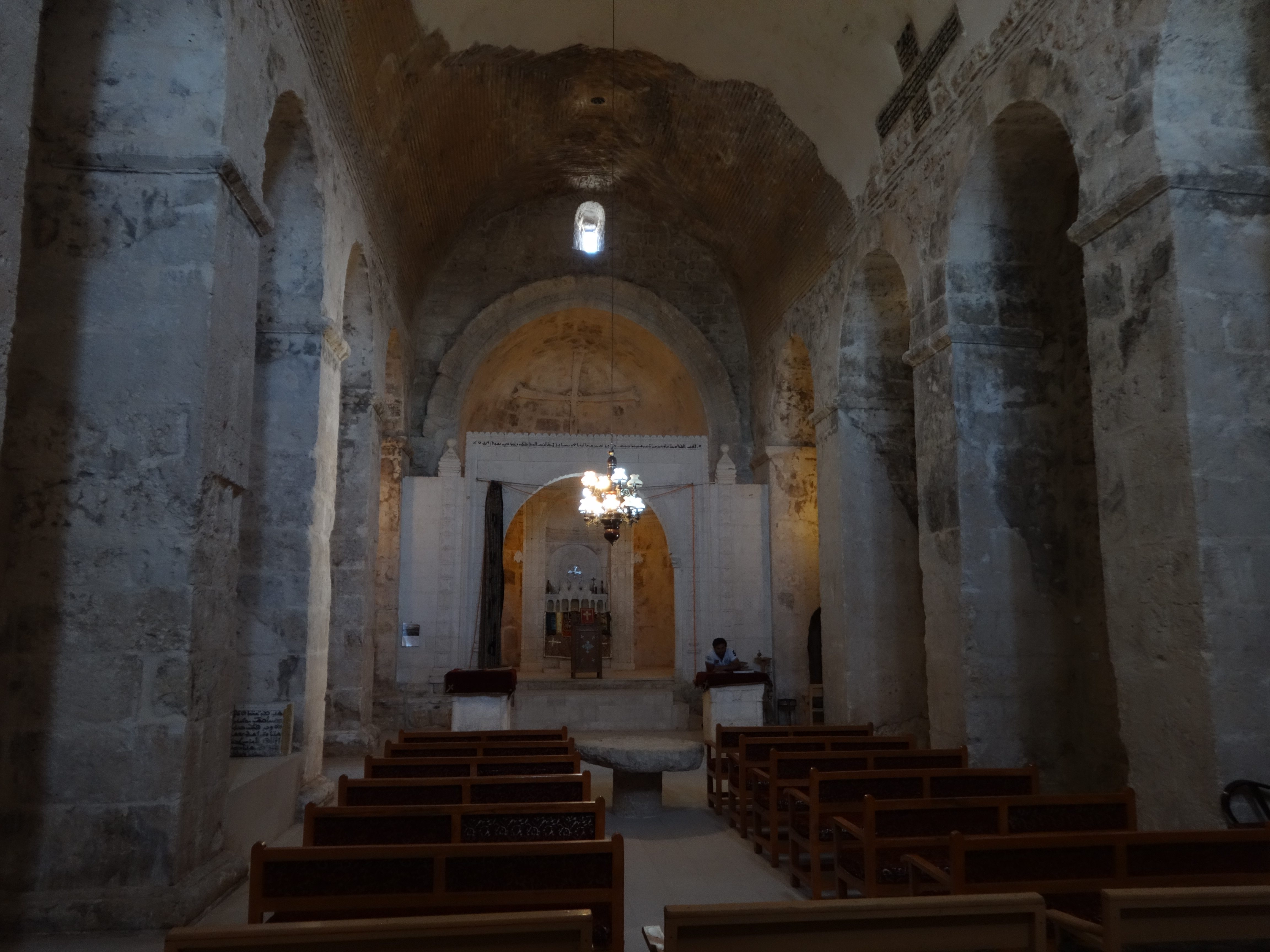
L'intérieur de l'église principale

## Personnalités liées au village
- Mor Dionysios David, évêque de Beth Ruscho (Bagoke), né en 1230.
- Mor Yuhannun Augin, évêque de 1778 à 1808.
- Mor Yulius Semun, évêque à Dayro'Daslibo de 1854 à 1857.
- Mor Timetheos Barsaumo, évêque au Monastère Mor Gabriel, de 1853 à 1897
- L'évêque Mor Dionoyisus Isa Gürbuz, né en 1964 à Keferze, aujourd'hui archevêque syriaque-orthodoxe d'Allemagne, de Suisse et d'Autriche[7]
- Aziz Günel, évêque de chœur, copiste et calligraphe, né en 1919 à Keferze, mort en 1997 en Belgique